# Stephan Noel Lang
Stephan Noel Lang (* 1. Dezember 1958 in Marburg) ist ein deutscher Pianist, Komponist und Textdichter.

## Wirken
Stephan Noel Lang studierte ab 1987 in den Niederlanden Jazzklavier an der Amsterdamer Hochschule für Musik (Fakultät Hilversum), u. a. bei Karel Boehlee und Rob Madna.
Nach dem Abschluss des Studiums zog er 1992 nach Berlin und spielte in den folgenden Jahren mit zahlreichen Musikern der hauptstädtischen Jazzszene, u. a. auch mit den Sängerinnen Özay Fecht und Uschi Brüning. Von 1998 bis 2001 gehörte er zum Quartett des Jazz-Flötisten Andreas Spannagel.
In den 1990er Jahren trat Lang vor allem als Pianist des Dirk-Homuth-Quartetts in Erscheinung, zusammen mit Rainer Winch und Marc Muellbauer, bevor er mit Beginn der 2000er Jahre mit dem Bassisten Robin Draganic und dem Schlagzeuger Rainer Winch sein eigenes Trio gründete. In dem facettenreichen Debütalbum Echoes, das 2003 erschien, „mischt er [Lang] diese Einflüsse zu einem eigenständigen, höchst kreativen und sehr melodischen Stil“. 2009 erweiterte er dieses Trio für sein Projekt Songbook um die Sängerin Martina Gebhardt und den Gitarristen Gregor Zimball zum Quintett. Zusammen mit zwei Musikern der Berliner Staatsoper bildet er zudem seit 2013 das Oblivion Trio, das 2024 sein Album Hommage á Piazzolla veröffentlichte.
Lang schuf auch die Musik für einige Theater- und TV-Produktionen.
Langs Salsa-inspirierte Komposition Goodbye wurde 2008 vom japanischen Akira Matsuo Trio auf der CD Besame Mucho (Terasima Records) gecovert.
Außerdem arbeitet Lang seit vielen Jahren als Dozent an kommunalen Berliner Musikschulen.

## Diskographische Hinweise
- Dirk Homuth Quartett: Der Reiz des Unbekannten (1998)
- Stephan Noel Lang Trio: Echoes (Nagel-Heyer Records 2003)
- Stephan Noel Lang Quintett: Songbook (2009)
- Stephan Noel Lang Trio: Tender Tracks (2023)
- The Oblivion Trio: Hommage á Piazzolla (2024)